# Drainage (Medizin)
Eine Drainage ist eine medizinische Behandlungsmethode. Sie dient der Ableitung oder dem Absaugen krankhafter oder vermehrter Körperflüssigkeiten oder von Gasen, um einen Normalzustand wiederherzustellen.
Prinzipiell unterscheidet man innere von äußeren Drainagen. Bei der inneren Drainage werden operativ (oft minimalinvasiv) Hindernisse umgangen, Kurzschlüsse (Anastomosen) zwischen Hohlorganen wie Speiseröhre, Magen, Darm angelegt oder aufgestaute Flüssigkeiten (Zysteninhalte) in Hohlorgane (Magen oder Darm) abgeleitet. Bei der äußeren Drainage erfolgt die Ableitung aus dem Körperinneren nach außen.

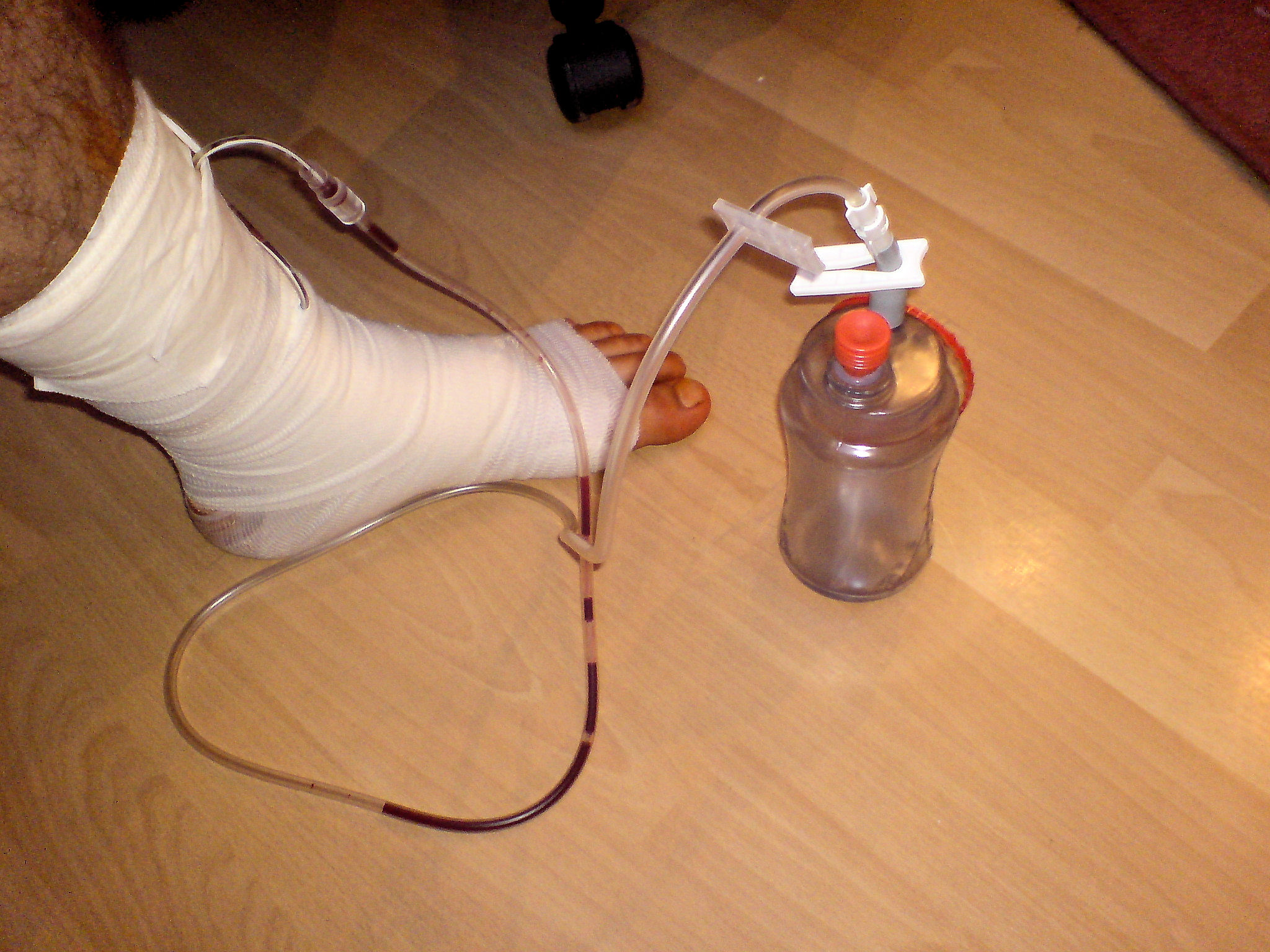
Äußere Drainage mit Redonflasche nach einer Metallentfernung.

## Benennung
Die einzelnen Formen innerer Drainage werden gelegentlich mit Eigennamen, häufig aber nur nach den beteiligten Organen (z. B. Pseudozystojejunostomie, Gastrojejunostomie) benannt.
Bei der äußeren Drainage ist die Benennung der einzelnen Formen sehr uneinheitlich und nicht standardisiert. Zur Namensgebung werden Eigennamen der Erfinder der jeweiligen Methode (Bülaudrainage, Blake-Drainage) oder des hierzu notwendigen Hilfsmittels Drain (Penrosedrain, Redondrain), oder auch die drainierten Körperregionen (z. B.  Bauchdrainage, Thoraxdrainage) oder zugrundeliegenden Krankheitszustände (Wunddrainage, Pneumothoraxdrainage, Blutungsdrainage) oder die Weise zur Erzeugung des Sogs (Thoraxsaugdrainage, Kapillardrainage) herangezogen. Auch die Art des Zugangs und zugleich das betroffene Organ beschreibende Sprachkonstruktionen sind üblich (z. B. Perkutane Transhepatische Cholangiodrainage, kurz PTCD).

## Wirkprinzipien
Bei jeder äußeren und manchen inneren Drainagen bedarf es zum einen einer oder mehrerer Gummilaschen oder eines Schlauches aus Gummi oder Kunststoff, Drain genannt, oder anderer selbstsaugender Materialien, wie Gaze oder Schaumstoff.
Zum anderen bedarf es einer Druckdifferenz (Druckgradient, Sog) zwischen dem Ort der Ansammlung und dem Auffangort, der auf vier verschiedene physikalische Weisen erzeugt werden kann:
- Schwerkraftdrainage: Das Sekret sammelt sich regelhaft am Boden einer Wund-, Körper- oder Abszesshöhle. Ein rohrförmiger Drain mit einer oder mehreren Öffnungen leitet das Sekret vom tiefsten Punkt in einen tiefer gelegenen Auffangbeutel ab. Beispiele hierfür sind die Robinson-Drainage und die Thoraxdrainage ohne Sog.
- Kapillardrainage: Die Art nutzt die Adhäsion (Kapillarkraft), um das Se- bzw. Exkret sogar aufwärts in einen Verband abzuleiten. Dieses Prinzip ist durch einfachen Verbandsmull als Docht in einer Wunde, beim Penrose-Drain (Mulldocht in einem dünnwandigen Gummirohr) oder beim Easy-Flow-Drain (ein weiches Kunststoffrohr mit längs geripptem oder waschbrettartig geformtem engem Innenlumen) verwirklicht. Angewendet wird diese Easy-Flow-Drainage z. B. nach einer konventionellen Cholezystektomie (Gallenblasenentfernung), wobei die Drainage in das ehemalige Gallenblasenbett gelegt wird zur Ableitung der entstehenden Blutung und/oder Gallensekret. Vermutet wird allerdings, dass das Vorhandensein dieser Drainage die Förderung bzw. Entstehung der Flüssigkeit erst provoziert (im Sinn einer Fremdkörperreaktion).
- Heberdrainage: Hier wird das Prinzip kommunizierender Röhren genutzt, um Sekret oder Exkret zunächst zwar aufwärts, aber schließlich in tiefer gelegene Auffangbeutel oder -flaschen abzuleiten. Sie dient hauptsächlich der Ableitung von Magen-/Darm-/Gallensekreten. Die Höhendifferenz zwischen Flüssigkeitsspiegel im Reservoir und im Auffanggefäß ist eine unbedingte Voraussetzung für eine einwandfreie Funktion. Die Sogwirkung ist gering und entspricht ungefähr dieser beschriebenen Differenz (in cm Wassersäule).
- Saugdrainage: Bei dieser Form wird der Sog grundsätzlich extern erzeugt. Zum einen werden sogenannte Vakuumflaschen (Unterdruckflaschen), so z. B. bei der Redondrainage, oder sich selbst expandierende Faltenbälge oder Plastikbälle (Jackson-Pratt-Drainage) verwendet, zum anderen echte Saugpumpen. Der Sog der „Vakuumflasche“ ist nur mit weiteren Hilfsmitteln direkt mess- und kontrollierbar, aber infolge des begrenzten Flaschenvolumens limitiert und nimmt mit zunehmender Füllung ab. Aber es gibt auch Unterdruckflaschen, die mit einer eigenen Handpumpe und einem Manometer versehen sind. Bei der Thoraxsaugdrainage (fälschlicherweise Bülau-Drainage genannt), die z. B. beim Pneumothorax nach Verletzung oder Operation im Brustkorb in Anwendung kommt, wird ein definierter Sog (meist 15–30 cm Wassersäule) wahlweise mit einer elektrisch betriebenen geregelten Pumpe oder mit einer anderen Saugpumpe erzeugt.

Äußere Drainagesysteme können offen, halboffen oder geschlossen sein: Während bei der ersten Gruppe die Flüssigkeit in den Verband abgeleitet wird, erfolgt bei der zweiten Gruppe eine Ableitung in eine offene Flasche oder einen auf die Haut geklebten Adhäsivbeutel. Lediglich bei der dritten Gruppe wird das Sekret über die Schlauchverbindung in einen Auffangbeutel oder -system mit oder ohne zusätzlichen Sog luftabgeschlossen abgeleitet. Besonders diese letzte Gruppe genügt allen hygienischen Ansprüchen.

## Nebenwirkung
Über Wunddrainagen können Bakterien in das Wundgebiet eindringen, sie sind ein Risikofaktor für Wundinfektionen. Die Nähe von Drainagen zu Gefäßen oder Darm kann selten Arrosionsverletzungen auslösen. Je länger Drainagen in der Wunde verweilen müssen, desto mehr verwachsen die Schlauchenden in den Wunden, und das Entfernen kann mit Schmerzen verbunden sein.

## Zielsetzung
Auch nach dem Zweck kann man zwei Klassen äußerer Drainagen einteilen:
- Präventive Drainagen: Hier werden Drains vorbeugend und vorübergehend, zumeist auf  24 bis 48 Stunden befristet, eingebracht, weil man z. B. Blutungen befürchtet (postoperative Redon- oder Blutungsdrainagen)
- Kurative (heilende) Drainagen: Bei ihnen besteht eine therapeutische Zielsetzung, wie z. B. eine Ableitungsdrainage bei Abszessen.

## Studienlage
Neuere Studien sprechen gegen den Einsatz von Wunddrainagen bei aseptischen Operationen.

## Weiterführende Literatur
- Margret Liehn, Lutz Steinmüller, J.R. Döhler: OP-Handbuch: Grundlagen, Instrumentarium, OP-Ablauf, Springer, 2011, ISBN 978-3-642-16845-1, Kapitel 1.8 „Drainagen“, S. 24–28